# Erepsina
La erepsina es una enzima que digiere peptonas y las transforma en aminoácidos. En realidad, es un conjunto de enzimas, que pertenecen a la familia de las exopeptidasas. Fue descubierta por Otto Cohnheim en 1901.
Actúa solo sobre los enlaces peptídicos de una peptona. Su pH óptimo es de alrededor de pH 8. Es producida en la mucosa intestinal por las glándulas intestinales en el íleon y se encuentran en los jugos intestinales. Su acción es complementaria a la de la pepsina y tripsina que también degradan los enlaces peptídicos.